# Rio Galaure
O rio Galaure é um rio dos departamentos de Isère e Drôme, no sudeste da França. Nasce em Roybon e é afluente do rio Ródano pela margem esquerda, sendo a confluência perto de Saint-Vallier.
Ao longo do seu percurso, o rio Galaure passa pelos seguintes departamentos e comunas, ordenados da nascente para a foz:
- Isère: Roybon, Saint-Pierre-de-Bressieux, Montfalcon
- Drôme: Montrigaud
- Isère:Saint-Clair-sur-Galaure
- Drôme: Le Grand-Serre, Hauterives, Châteauneuf-de-Galaure, Mureils, La Motte-de-Galaure, Saint-Barthélemy-de-Vals, Saint-Uze, Saint-Vallier